# جبال الألب أوبيرهالبشتين
جبال الألب أوبيرهالبشتين هي سلسلة جبلية في جبال الألب في شرق سويسرا وشمال إيطاليا.